# Floriana Foscolo
Mary Foscolo, più nota come Floriana (Francia, 1805 – Londra, forse 1829), fu l'unica figlia di Ugo Foscolo.
Fu ribattezzata Floriana dallo stesso Foscolo.

## Biografia
Floriana Foscolo nasce dalla relazione tra Ugo Foscolo e Lady Fanny Emerytt Hamilton (chiamata dal poeta anche Sophia) nel 1805 in Francia, dove si consumò la relazione dei genitori. In seguito al matrimonio della madre sarà allevata dalla nonna materna fino alla morte di questa nel 1821. Floriana riceverà dalla nonna, Lady Walker, un lascito di circa tremila sterline.
In questo periodo Foscolo, in esilio volontario fuori dall'Italia, comincerà la ricerca della sua presunta figlia. C'è infatti da dire che fu Sofia ad attribuirgli la paternità. La troverà nel 1822 e i due andranno a vivere insieme al Digamma Cottage. Non la presenterà mai, tuttavia, come sua figlia ma solo come Miss Floriana. 
Nel 1824 Foscolo terminò sia i suoi soldi che quelli di Floriana e i due furono costretti a ritirarsi in un alloggio più modesto lasciando che i creditori si impossessassero del Digamma Cottage.
Nel 1826 il padre si ammalò e Floriana cominciò a curarlo, trasferendosi prima in uno dei più squallidi quartieri di Londra, Henriette Str. Brunswick Sq., e quindi a Turnham Green, sempre a causa della malattia del padre che ella accudì fino alla morte di lui il 10 settembre 1827.
Floriana divenne quindi l'erede delle opere letterarie di Foscolo fino alla morte, avvenuta, secondo alcuni, due anni dopo quella del padre, nel 1829.

## Controversie
Il professor Mario Scotti, docente di storia della letteratura italiana all'università La Sapienza di Roma e curatore degli ultimi volumi dell'epistolario del poeta dell'edizione nazionale delle opere di Foscolo, ritiene che Floriana, o "little Mary", fosse in realtà una figlia adottiva, affidata al poeta dalla nonna che aveva visto in lui l'unico capace di educare la nipote orfana di entrambi i genitori. Inoltre presso gli amici di Foscolo correva voce fosse una "ninfetta" che, per non destare scandalo, faceva passare per sua figlia.
Margarethe Wicks sostiene invece la figliolanza tra i due in un libro del 1837 che Scotti definisce come "sottili congetture", poiché mancano documenti effettivi che proverebbero la parentela tra Ugo e Floriana. Foscolo infatti si riferisce direttamente alla figlia in una sola lettera e come "little Mary", ma non parlando mai di una figlia naturale, solo di una ragazzina affidatagli dalla nonna, Mary Walker Emerytt.
Altri studiosi ritengono invece fosse figlia del marito di Fanny Emerytt, Lord Hamilton.